# Geologia historyczna
Geologia historyczna – dział geologii obejmujący naukę o rozwoju Ziemi (a zwłaszcza skorupy ziemskiej) i świata organicznego w przeszłości geologicznej. Zajmuje się też rekonstrukcją środowiska geograficznego różnych obszarów Ziemi w różnych momentach przeszłości (paleogeografia), a także ich klimatu (paleoklimatologia) i ekologii (paleoekologia).

## Metody geologii historycznej
Metody geologii historycznej służą do określania:
- wieku względnego skał i procesów geologicznych:
  - litologiczne (patrz litologia)[2],
  - paleontologiczne (patrz paleontologia)[3],
  - diatroficzne[4],
  - geofizyczne[5],
  - archeologiczne (patrz archeologia)[6],
- wieku bezwzględnego skał i procesów geologicznych:
  - izotopowe[7],
  - radiogeniczne[8],
  - magnetometryczne (patrz magnetometria)[9],
  - chemiczne i biologiczne[10],
  - syderalne (patrz warwochronologia i dendrochronologia)[11],
  - sedymentologiczne (patrz sedymentologia)[12].